# Thymodesmus pulvinar
Thymodesmus pulvinar är en mångfotingart som beskrevs av Cook 1896. Thymodesmus pulvinar ingår i släktet Thymodesmus och familjen Chelodesmidae. Inga underarter finns listade i Catalogue of Life.